# Fraunhofer-Institut für Elektronische Mikrosysteme und Festkörper-Technologien
Das Fraunhofer-Institut für Elektronische Mikrosysteme und Festkörper-Technologien (Fraunhofer EMFT) ist ein Institut der Fraunhofer-Gesellschaft. Das Institut hat seinen Sitz in München und betreibt angewandte Forschung und Entwicklung an Sensoren und Aktoren für Mensch und Umwelt. Das Institut hat langjährige Erfahrung in den Bereichen Mikroelektronik und Mikrosystemtechnik.
Fraunhofer EMFT ist Mitglied im Fraunhofer-Verbund Mikroelektronik (VµE), dem elf Fraunhofer-Institute und zwei Fraunhofer-Einrichtungen angehören. Seit 2017 ist das Fraunhofer EMFT Teil der bundesweit koordinierten und vom BMBF geförderten Forschungsfabrik Mikroelektronik Deutschland (FMD).

## Geschichte
1974 wurde das Fraunhofer-Institut für Festkörper-Technologie IFT gegründet. Hier wurden Technologien für die Halbleiterfertigung entwickelt. Weitere Betätigungsfelder waren Sensortechnik, Kommunikationstechnik und Mikrostrukturtechnik. 1999 wurde das Fraunhofer IFT aufgelöst und in drei unabhängige Bereiche aufgeteilt. Der Bereich in der Hansastraße, das heutige Fraunhofer EMFT, wurde Institutsteil des Fraunhofer-Instituts für Zuverlässigkeit und Mikrointegration IZM, Berlin. Am 1. Juli 2010 ging das Fraunhofer EMFT wieder als selbstständige Einrichtung aus dem Fraunhofer-Institut für Zuverlässigkeit und Mikrointegration IZM, Institutsteil München, hervor.
Am 31. März 2015 erfolgte die Namensänderung der Fraunhofer-Einrichtung für Modulare Festkörper-Technologien in Fraunhofer-Einrichtung für Mikrosysteme und Festkörper-Technologien. Dabei wurde das Kürzel „EMFT“ beibehalten.
Zur erneuten Namensänderung kam es als die Fraunhofer-Einrichtung am 1. März 2023 zum Fraunhofer-Institut wurde. Aus der Fraunhofer-Einrichtung für Mikrosysteme und Festkörper-Technologien wurde in dem Zuge das Fraunhofer-Institut für Elektronische Mikrosysteme und Festkörper-Technologien. Das Kürzel „EMFT“ blieb auch bei dieser Namensänderung bestehen.

## Standorte
Das Fraunhofer EMFT hat seinen Sitz in München sowie mit dem Zentrum für Verbindungstechnik in der Elektronik ZVE in Weßling/Oberpfaffenhofen. Zudem betreibt das Fraunhofer EMFT eine Arbeitsgruppe in Regensburg.

## Organisation
Das Institut ist in folgenden Abteilungen/Gruppen organisiert:
- „Analytik und Technologien“ unter der Leitung von Dominik Muß
- „Circuit and Systems“ unter der Leitung von Linus Maurer
- „Flexible Systeme“ unter der Leitung von Christof Landesberger und Alaa Abdellah
- „Mikrodosiersysteme“ unter der Leitung von Martin Richter
- „Sensormaterialien“ unter der Leitung von Sabine Trupp
- „Siliziumtechnologien und Devices“ unter der Leitung von Wilfried Lerch und Marc Tornow
- „Zellbasierte Sensorik“ unter der Leitung von Joachim Wegener
- „Zentrum für Verbindungstechnik in der Elektronik ZVE“ (Schulungszentrum) unter der Leitung von Frank Ansorge

Leitung: Amelie Hagelauer und Christoph Kutter

## Forschung
Die Forschungs- und Entwicklungsaktivitäten des Fraunhofer EMFT sind in vier Kompetenzfelder gebündelt:
- Innovative Sensorlösungen
- Mikrodosiersysteme
- Sichere Elektronik
- Produktionsnahe Mikrotechnologien

Der Fokus liegt dabei auf einem interdisziplinären Zusammenspiel dieser Kompetenzen, um aktuelle Herausforderungen in den Bereichen IoT und Smart Systems zu meistern.

## Zahlen und Fakten
Der Gesamthaushalt betrug 2019 circa 16 Mio. Euro. Das Institut beschäftigt derzeit 128 Mitarbeitende. Davon arbeiten 99 Personen im wissenschaftlichen Bereich und 27 Angestellte im Bereich Verwaltung, EDV, Werkstatt und Technik. Darüber hinaus wird das Fraunhofer EMFT-Team von zwei Auszubildenden ergänzt. Durchschnittlich waren 2019 zusätzlich 55 studentische Hilfskräfte aus den verschiedensten Institutionen an dem Institut tätig, um ihre Doktor-, Diplom- oder Masterarbeit zu erstellen und im Rahmen der Forschungsthemen des Fraunhofer EMFT mitzuarbeiten.

## Kooperationen

### Technologienetzwerke
Das Fraunhofer EMFT verfügt über ein breites Netzwerk in der deutschen und europäischen Forschungslandschaft. In Kooperationen mit anderen Fraunhofer-Instituten, Forschungsorganisationen, Universitäten und Industrie entstehen innovative und anwendungsorientierte Lösungsansätze für unterschiedlichste Branchen.
- Forschungsfabrik Mikroelektronik Deutschland (FMD)
- Leistungszentrum „Sichere Intelligente Systeme“

### Hochschulen
Das Institut betreibt Forschungs- und Projektkooperationen mit mehreren Universitäten. Strategische Zusammenarbeiten bestehen mit
- Universität der Bundeswehr München
- Universität Regensburg
- Technische Universität München
- Technische Universität Dresden

### Industriekooperationen
Neue Arten der gemeinsamen Forschung und Entwicklung wie Open Innovation werden bei dem Fraunhofer EMFT seit Jahren mit den Industriepartnern gelebt. Mehrere Unternehmen sind mit dem Institut strategische Kooperationen eingegangen – darunter Siemens AG, Ketek GmbH, Panasonic, Thin Materials und TÜV Süd.